# 田辺裕 (地理学者)
田辺 裕（たなべ ひろし、1936年10月6日 - ）は、日本の人文地理学者、東京大学名誉教授、広尾学園小石川中学校・高等学校学園長、広尾学園中学校・高等学校前校長。田邉 裕と表記されることもある。
政治地理学の立場から、市町村の領域と内部構造について検討し、明治時代の市町村合併の研究などで高く評価された。また、フランスの地理学的研究に取り組み、フランス地理学の日本への紹介、日仏の文化交流にも関わった。また、国際的にはオーストリアの地理学会誌とスウェーデンの学会誌の編集顧問も務めている。

## 経歴
神奈川県生まれ。神奈川県立横浜翠嵐高等学校を経て、東京大学に進む。学生時代には文学青年の一面もあり、宮原昭夫らと文芸同人誌を作っていた。1959年に東京大学教養学部教養学科人文地理学専攻を卒業し、1961年に同大学院数物系研究科修士課程修了した後、1963年に博士課程を中途退学して、教養学部助手となった。1966年、「行政地域としての市町村の地理学的研究」で理学博士。
1966年から1968年までフランス・レンヌ大学に留学。1971年に東京大学教養学部助教授、1986年に教授。1991年に外務省文化交流部より派遣され、パリ国際大学都市日本館館長となり、1993年に任期を終えて東京大学に復帰。1997年に定年退官し、名誉教授の称を受け、慶應義塾大学経済学部教授に転じる。同年には、フランス政府より教育功労章オフィシエを授与されている。
2002年、慶應義塾大学を定年退職し、帝京大学経済学部教授となり、大学院経済学研究科長、経済学部長などを務めた後、2010年に退任。
この間、2000年から2008年にかけて、国際地理学連合 (IGU) の副会長を務めた。
2013年、広尾学園中学校・高等学校校長に就任。2014年、環太平洋大学理事、特任教授。
2019年、広尾学園中学・高校校長を退任し、前年に同校と教育連携協定を結んだ村田学園の学園長に転じた。また同年、国連地名専門家グループ アジア東部地域部会長に就任。

## 表彰
- 1996年、Palme Académique勲章, Officier章 フランス政府
- 1998年、パリ地理学会 名誉会員
- 2012年、Lauréat d'Honneur 国際地理学連合
- 2021年、外務大臣表彰　日本政府
- 2022年、自治会長町内会長永年在職者表彰　横浜市

## 著書
- 『人文地理学とその周辺』第1-3巻、私家版、1997年（田邊裕著作選）
- 『もう一度読む山川地理』山川出版社、2012年
- 『奇跡の学校 広尾学園の挑戦』学事出版、2019年
- 『地名の政治地理学 地名は誰のものか』古今書院、2020年
- 『境界の政治地理学 境界は動くのか』古今書院、2022年
- 『地理・地誌・地理学の論理構造』古今書院、2024年

## 共編著
- 西川治・河辺宏共著『地理学と教養 人文地理学とその周辺』古今書院、1971年
- 西川治・河辺宏共著『地理学と世界 人文地理学とその周辺』古今書院、1971年
- 『職業からみた人口 その地域構造と変動』大蔵省印刷局、1996年9月
- 田辺裕総監修、木村英亮・中俣均監修『世界地理大百科事典 6 ヨーロッパ』朝倉書店、2000年9月
- 『観光産業と観光地の現場 経済社会の変化とその産業構造に与える影響 研究報告』私家版、2010年3月

## 翻訳
- ジャン・ベルナール・シャリエ 『都市と農村』有本良彦 共訳、白水社 文庫クセジュ、1966年
- リュシアン・フェーヴル 『大地と人類の進化（下） 歴史への地理学的序論』岩波文庫、1972年 - 上巻・飯塚浩二 訳を改訳
- オリヴィエ・ドルフュス 『地域分析』浜田真之 共訳、白水社 文庫クセジュ、1977年11月
- ロラン・ブルトン 『言語の地理学』中俣均 共訳、白水社 文庫クセジュ、1988年4月
- 『図説大百科 世界の地理 1 アメリカ合衆国I』阿部一 共訳、朝倉書店、1996年9月
- 『図説大百科 世界の地理 10 イベリア』滝沢由美子・竹中克行 共訳、朝倉書店、1997年10月
- Susan Mayhew編集、田辺裕監訳『オックスフォード地理学辞典』朝倉書店、2003年11月